# Carl Philipp Cetto

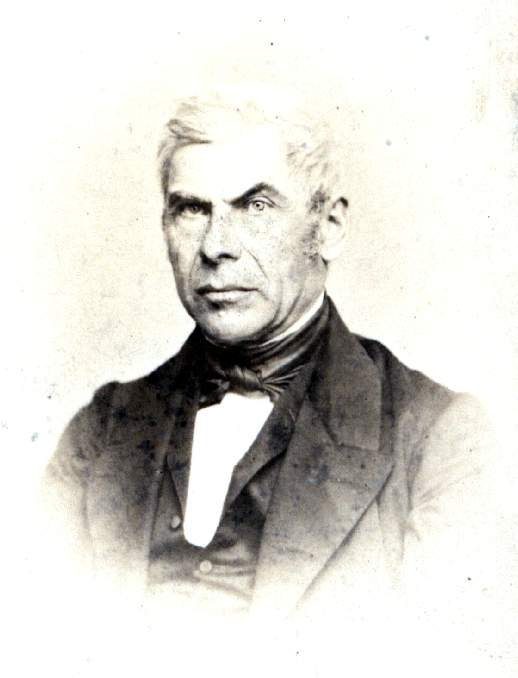
Carl Philipp Cetto

Carl Philipp Cetto (* 31. Mai 1806 in St. Wendel; † 31. März 1890 ebenda) war ein deutscher Unternehmer und Politiker.

## Leben
Carl Philipp Cetto war der Sohn von Karl Cetto (1774–1851), Maire von St. Wendel und Ritter der Ehrenlegion, und seiner Ehefrau Maria Magdalena Cetto, geb. Kleutgen. Er immatrikulierte sich am 10. November 1823 als 18-Jähriger im Fach Rechtswissenschaften an der Universität Heidelberg, wo er zwei Semester studierte und sich der Alten Heidelberger Burschenschaft anschloss. Ab 1830 lebte er als Kaufmann in Trier und St. Wendel. Er war Teilhaber eines Bankhauses Reverchon, eines Großhandels und besaß Steinkohlengruben in Leitersweiler und Dörrenbach bei St. Wendel.

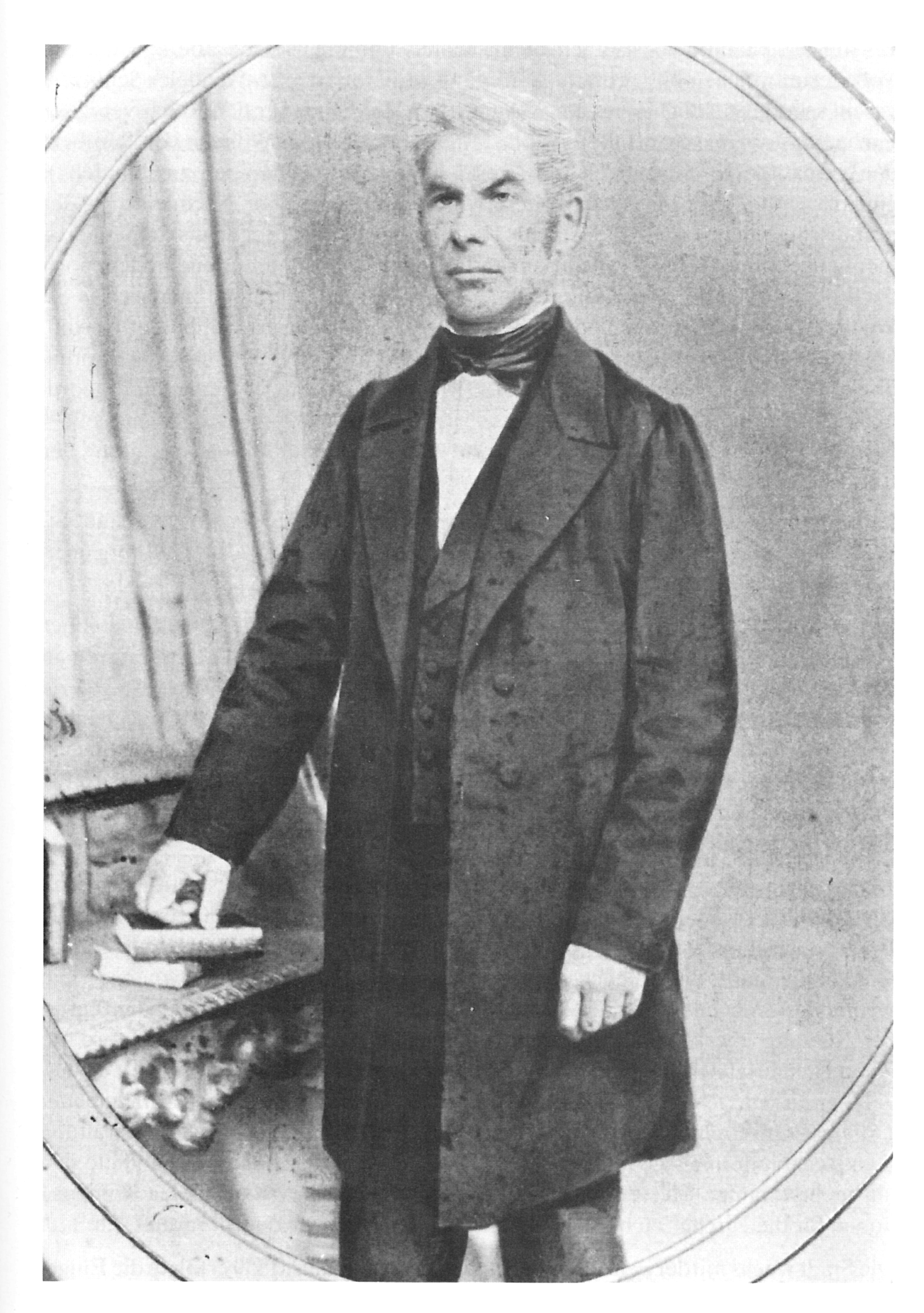
Carl Philipp Cetto

Cetto nahm zusammen mit seinem Mitbürger, dem Notar Nikolaus Hallauer, im Mai 1832 am Hambacher Fest teil. Wie dieser gehörte er zu den einflussreicheren Bürgern von St. Wendel, damals Hauptstadt der Herzoglich Sachsen-Coburg-Gothaischen Exklave Lichtenberg, die die Regierung dieses kurzlebigen Fürstentums kritisierten.

Von 1837 bis 1841 war er Mitglied des Rheinischen Landtages. 1848 wählte man ihn in das Vorparlament und zum Mitglied des Fünfzigerausschusses. Vom 18. Mai 1848 bis zum 26. Mai 1849 war er Abgeordneter für St. Wendel in der Frankfurter Nationalversammlung, wo er zur Fraktion Württemberger Hof zählte; seine Devise sei gewesen: 

„Ohne Ordnung keine Freiheit, ohne Freiheit keine Ordnung, – vor Allem die Einheit.“

Nach dem Scheitern der Nationalversammlung nahm er 1849 am Gothaer Nachparlament teil und wurde Mitglied der Ersten Kammer des Preußischen Landtags. Von 1850 bis 1852 gehörte er der Zweiten Kammer an, von 1862 bis 1867 war er nochmals preußischer Abgeordneter. 1861 war er Mitbegründer der Deutschen Fortschrittspartei. Er bekämpfte die Politik Bismarcks und protestierte gegen den Krieg von 1866. 1867 trat er zur Nationalliberalen Partei über.
Cetto war auch Vorstandsmitglied der Rhein-Nahe-Eisenbahn-Gesellschaft und des Lette-Vereins.
Wie in einem vielfach verbreiteten Zeitungsbericht gemeldet wurde, erschoss sich der „frühere freisinninge Abg[eordnete] Cetto“ in St. Wendel „angeblich wegen eines unheilbaren Nervenleidens, nach anderer Angabe in Folge geschäftlicher Schwierigkeiten“. Ein anderes Blatt wollte wissen, dass der Suizid erfolgte, „weil seine [d. i. Cettos] letzten Besitzungen subhastirt werden sollten“. Hierbei lag indessen eine Verwechslung mit Carl Cettos Sohn Adolph (* 31. Januar 1846 in Trier; † 16. Oktober 1891 in St. Wendel) vor, einem Bergwerks- und Gutsbesitzer. Carl Cetto selbst, „ein alter Achtundvierziger“, ist wie im April 1890 mehrfach berichtet, im 84. Lebensjahr „in St. Wendel entschlafen“.

## Ehrungen
In seiner Heimatstadt wurde die Carl-Cetto-Straße nach ihm benannt.